# Elatostema yenii
Elatostema yenii är en nässelväxtart som beskrevs av St. John. Elatostema yenii ingår i släktet Elatostema och familjen nässelväxter. Inga underarter finns listade i Catalogue of Life.